# Wolodymyr Hrojsman

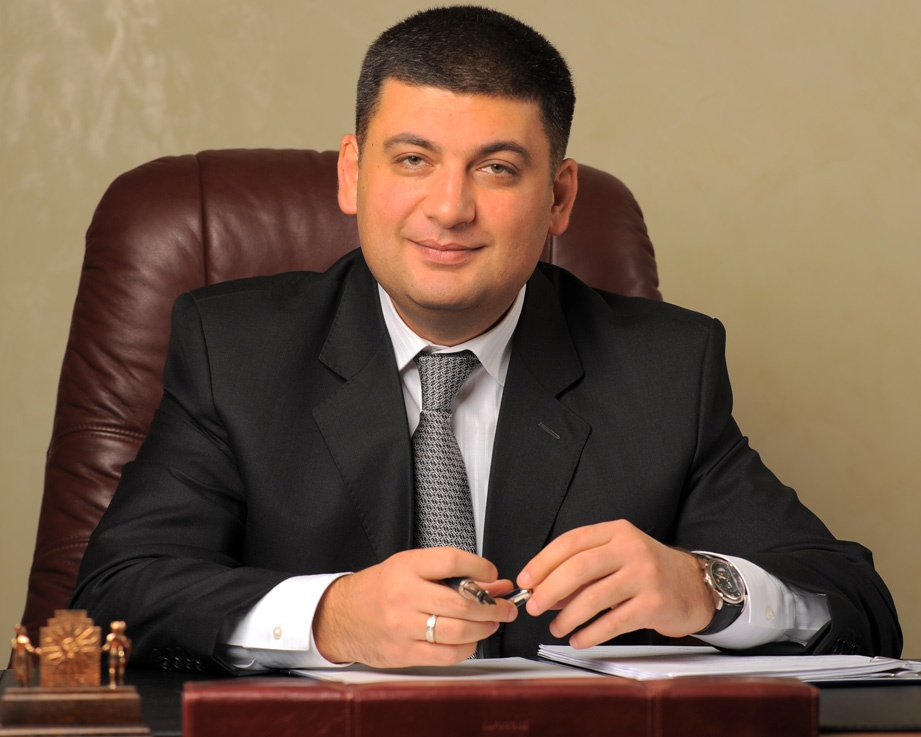
Wolodymyr Hrojsman (2016)

Wolodymyr Boryssowytsch Hrojsman (* 20. Januar 1978 in Winnyzja, Ukrainische SSR) ist ein ukrainischer Politiker des Blocks Petro Poroschenko. Vom 14. April 2016 bis zum 29. August 2019 war er Ministerpräsident der Ukraine.

## Leben
Wolodymyr Hrojsman schloss 1994 das Gymnasium Nr. 35 in Winnyzja ab und absolvierte eine Lehre zum Schlosser. Von 2000 bis 2003 studierte er Jurisprudenz an der Interregionalen Akademie für Personalmanagement in Winnyzja. 2002 wurde er im Alter von 24 Jahren jüngster Abgeordneter des Stadtrats von Winnyzja. Im November 2005 wurde er zum Sekretär des Stadtrates und im März 2006 zum Bürgermeister der Stadt gewählt. Zu diesem Zeitpunkt war er der jüngste Bürgermeister einer ukrainischen Großstadt. Eine Wahlperiode später wurde er mit 78 % der Stimmen wiedergewählt und hatte das Amt des Bürgermeisters bis zum 27. Februar 2014 inne. Von 2004 bis 2010 war er Mitglied der mittlerweile unbedeutend gewordenen Partei Unsere Ukraine, von 2010 bis 2014 Mitglied der Regionalpartei Gewissen der Ukraine, die seit 2007 nicht bei Parlamentswahlen angetreten ist.
Im Februar 2010 absolvierte er das Master-Programm der nationalen Akademie der staatlichen Verwaltung zur „Verwaltung der öffentlichen Entwicklung «mit der Spezialisierung» Verwaltung auf regionaler und lokaler Ebene“.

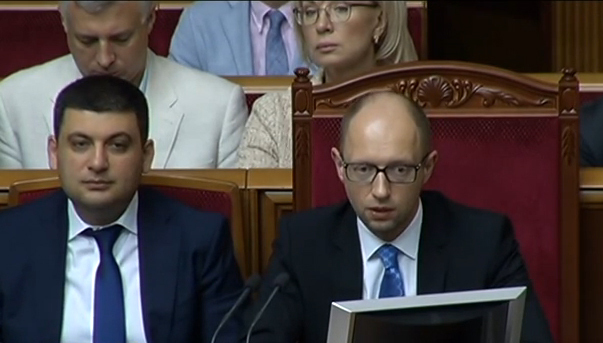
Hrojsman mit Ministerpräsident Jazenjuk bei dessen gescheitertem Rücktritt (2014)

Am 27. Februar 2014 wurde er wenige Tage nach der Absetzung von Präsident Wiktor Janukowytsch zum zweiten stellvertretenden Ministerpräsidenten der neuen ukrainischen Regierung unter Arsenij Jazenjuk sowie zum Minister für Regionalentwicklung ernannt.
Als die Werchowna Rada im Juli 2014 Jazenjuks Rücktritt nicht annehmen wollte, amtierte Hrojsman vom 25. bis zum 31. Juli als geschäftsführender Ministerpräsident. Bei der Parlamentswahl am 26. Oktober 2014 wurde er auf Listenplatz vier der Partei Block Petro Poroschenko zum Abgeordneten gewählt. Am 27. November 2014 wurde er Präsident des neuen Parlaments und legte seine Regierungsämter am 2. Dezember nieder.
Nach dem Rücktritt Jazenjuks infolge einer Regierungskrise wurde Hrojsman von der Werchowna Rada am 14. April 2016 mit 257 Stimmen als 38-Jähriger zum jüngsten Ministerpräsidenten in der Geschichte der Ukraine gewählt und stellte am selben Tag sein neues Kabinett vor. Am 20. Mai 2019, dem Tag der Amtseinführung des neuen ukrainischen Präsidenten Wolodymyr Selenskyj kündigte er seinen Rücktritt für den 22. Mai 2019 an.

## Privates
Wolodymyr Hrojsman ist ein Angehöriger der jüdischen Minderheit der Ukraine und der erste Ministerpräsident des Landes jüdischer Herkunft. Er ist verheiratet und Vater eines Sohnes und zweier Töchter.

## Ehrungen
- 2012 Verdienstorden der Ukraine 2. Klasse[9]
- 2011 Verdienstorden der Republik Polen[10]
- 2008 Verdienstorden der Ukraine 3. Klasse[11]